# Exhibition Place

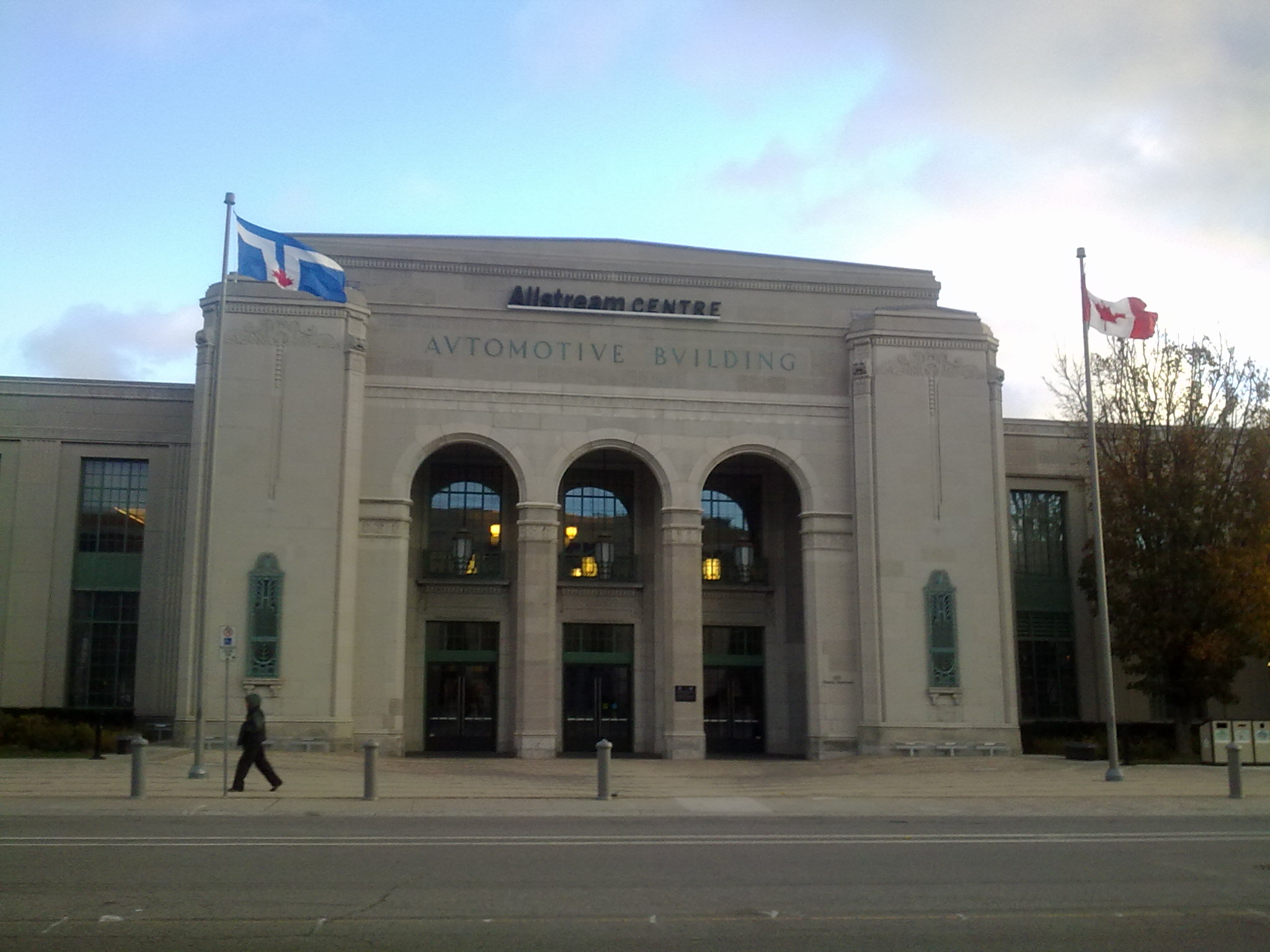
Automotive Building, dentro do Exhibition Place.

Exhibition Place é um distrito no centro de Toronto, Ontário, Canadá. 